# Nāḩiyat ar Rashīd
Nāḩiyat ar Rashīd (arabiska: ناحية الرشيد) är ett underdistrikt i Irak.   Det ligger i provinsen Bagdad, i den centrala delen av landet, 24 km söder om huvudstaden Bagdad.